# میاستچکو کراینگسکیه
میاستچکو کراینگسکیه (به لاتین: Miasteczko Krajeńskie) یک روستا در لهستان است که در گمینا میاستچکو کراینگسکیه واقع شده‌است. میاستچکو کراینگسکیه ۱٬۱۶۳ نفر جمعیت دارد.